# سیارک ۳۵۱۲
سیارک ۳۵۱۲ (به انگلیسی: 3512 Eriepa، نامگذاری:1984AC1) سه هزار و پانصد و دوازدهمین سیارک کشف شده‌است که در ۸ ژانویه ۱۹۸۴ کشف شد.
قدر مطلق سیارک برابر ۱۳٫۶۰ است.